# Пецкі (Іновроцлавський повіт)
Пецкі (пол. Piecki) — село в Польщі, у гміні Крушвиця Іновроцлавського повіту Куявсько-Поморського воєводства.
Населення — 169 осіб (2011).
У 1975-1998 роках село належало до Бидгощського воєводства.

## Демографія
Демографічна структура станом на 31 березня 2011 року:
|          | Загалом | Допрацездатний вік | Працездатний вік | Постпрацездатний вік |
| -------- | ------- | ------------------ | ---------------- | -------------------- |
| Чоловіки | 87      | 13                 | 66               | 8                    |
| Жінки    | 82      | 17                 | 47               | 18                   |
| Разом    | 169     | 30                 | 113              | 26                   |